# Republic JB-2 Loon

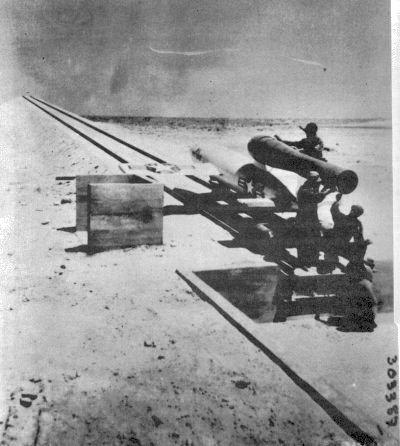

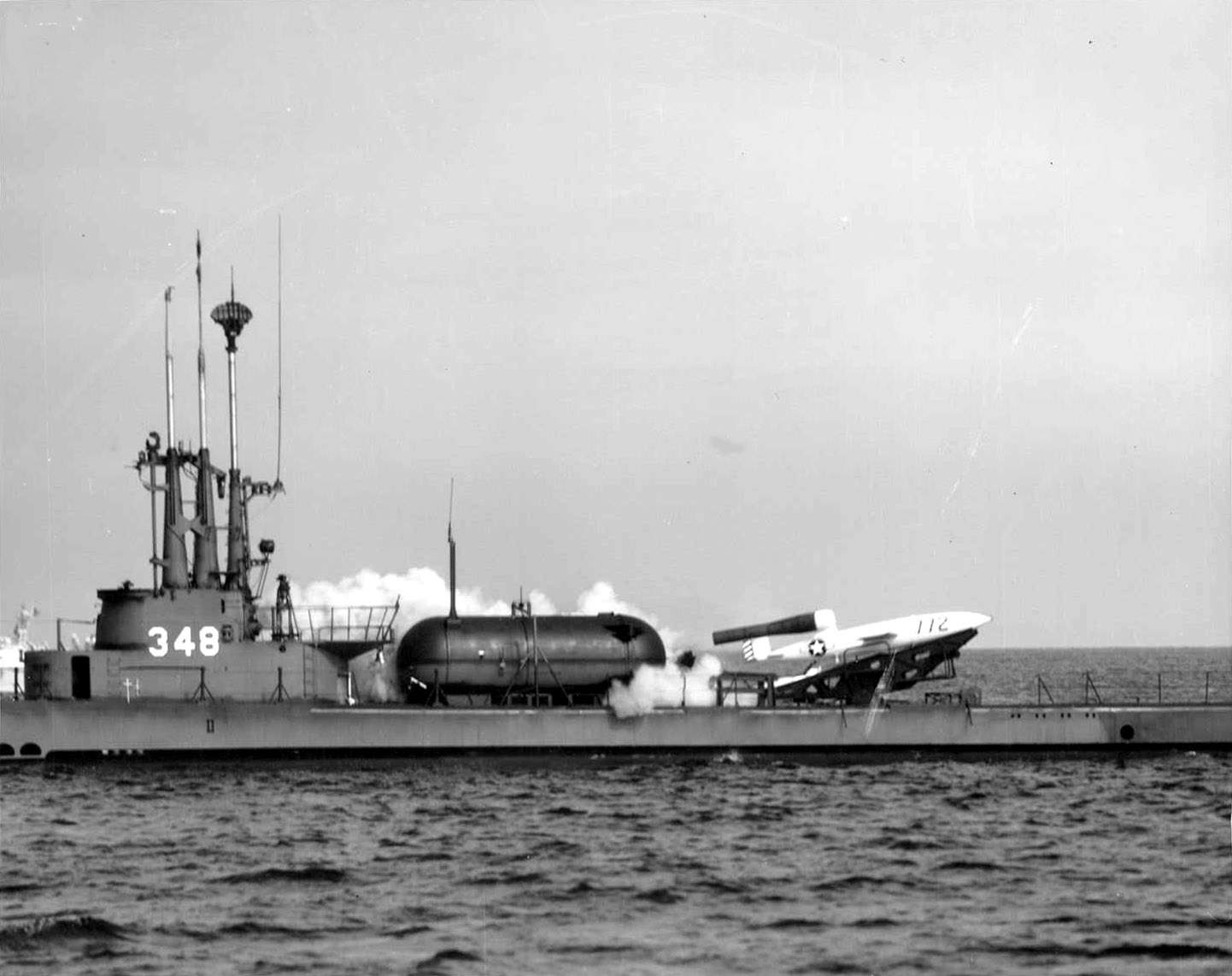
Запуск с подводн. лодки в 1951 г.

«Лун» (англ. Loon [lu:n] — «гагара», заводской индекс — JB-2, «реактивная бомба, вторая модель», индекс ВВС — LTV-N-2, индекс ВМС — KUW-1) — американская модификация немецкой крылатой ракеты Фау-1, созданная в результате обратной разработки конструкции по остаткам германских ракет, выпущенных по территории Великобритании в 1944 году. Опытный образец JB-1A был изготовлен компанией Northrop Aircraft, Inc. Серийное производство КР «Loon» усовершенствованной модели (JB-2) было налажено на заводах автомобильных компаний Willys-Overland Co. и Ford Motor Co., а также авиастроительной корпорации Republic Aviation Corp.
Предполагалось, что до конца войны будет произведено около десяти тысяч JB-2 «Loon», которые, в основном, планировалось использовать в рамках операции «Даунфол» по разгрому Японии. Однако в связи с капитуляцией Японии в августе 1945 года и окончанием Второй мировой войны заказ был отменëн. К этому моменту в армию и ВМС США было поставлено 1391 КР, приспособленных для наземного и морского старта, включая запуск с подводных лодок. Разработку и опытное производство КРМБ с таким же названием, но с другим индексом (KUM-1), специально для оснащения ею подводных лодок, вела авиастроительная компания Glenn L. Martin Co.
В реальных боевых действиях КР «Loon» так и не была использована, однако в послевоенное время полученный при создании КР опыт был использован при проектировании крылатых ракет наземного базирования Matador и, позднее, Mace, а также морского базирования Regulus.

## Техническое описание
В целом крылатая ракета «Loon» была усовершенствованной и более тщательно сделанной копией «Фау-1», создаваемой в обстановке достаточного количества подготовленных инженерных кадров. Основным отличием от «Фау-1» была система управления. Вместо примитивной инерциальной системы была применена радиокомандная система, с управлением с борта субмарины или самолёта-носителя. Позиция ракеты в текущий момент времени определялась принимаемым сигналом бортового радиомаяка. В идеальных обстоятельствах точность системы составляла отклонение в 400 метров на дальности 160 км.
Система запуска снаряда также отличалась от «Фау-1». Вместо пневматической катапульты ВМС США использовали для запусков ракеты сбрасываемые пороховые ускорители. Это позволило упростить процесс запуска и сделать стартовую рампу гораздо более лëгкой и подвижной.

## Планы применения
В 1944 было развернуто массовое производство КР «Loon» на заводах США. Согласно планам армии США, общий выпуск КР должен был составить 75 тыс. штук, при темпе запуска с самолётов-носителей B-24 по 100 штук в день. Около 12 тыс. КР предполагалось выпустить по объектам в Японии непосредственно перед высадкой. Эти планы никогда не были реализованы в полной мере, но общий показатель производства всё же составил порядка 1400 ракет. Вскоре после окончания войны новообразованные ВВС США утратили интерес к ракете, уже не вполне соответствовавшей требованиям времени.

## После войны
После войны ракетой заинтересовался флот, который провел серию успешных экспериментов по запуску ракеты с субмарин. В  перспективе предполагалось вооружить ракету ядерной боевой частью мощностью около 15 кт, но эти планы так никогда и не были реализованы. Некоторое количество ракет «Loon» применялось до 1949 года в испытательных программах, направленных на отработку систем для перспективных крылатых ракет, подобных Matador.

## Лётно-технические характеристики
Источник:
- Размах крыльев — 5395 мм (17,7 футов)
- Длина — 7193 мм (23,6 футов)
- Взлётная масса — 2277,5 кг (5021 фунтов)
- Масса боевой части — 952,5 кг (2100 фунтов)
- Тип и марка двигателя — 1 × ПВРД Ford PJ31-F-1 + твердотопливные ракетные ускорители
- Тяга на земле — 4,0 кН (363 кГс)
- Мощность двигателя — 850…900 амер. л.с.
- Маршевая скорость — 563…684 км/ч (350…425 миль в час)
- Дальность полёта — 241 км (150 миль)